# 삼학로
삼학로(Samhak-ro)는 전라남도 목포시 목원동 에서 목포시 용해동 과학대삼거리 를 잇는 도로이다

## 주요 경유지
전라남도
- 목포시 (목원동 . 동명동 . 삼학동 . 이로동 . 용해동)

## 노선
| 이름             | 접속 노선 | 소재지 | 소재지 | 비고 |
| ---------------- | --------- | ------ | ------ | ---- |
| (이름없음)       | 영산로    | 목포시 | 목원동 |      |
| 동명사거리       | 해안로    | 목포시 | 동명동 |      |
| (이름없음)       | 용당로    | 목포시 | 삼학동 |      |
| (이름없음)       | 자유로    | 목포시 | 산정동 |      |
| 입암교           |           | 목포시 | 산정동 |      |
|                  | 이로동    | 목포시 |        |      |
| 제일중학교사거리 | 남농로    | 목포시 | 용해동 |      |
| 제일사거리       | 백년대로  | 목포시 | 용해동 |      |
| 용해교           |           | 목포시 | 용해동 |      |
| 과학대삼거리     | 영산로    | 목포시 | 용해동 |      |

## 주요 시설및 건물
- CU 목포삼학도점 (삼학로 124/산정동 1424-12)
- 삼학119안전센터 (삼학로 218/산정동 1422-3)
- 기아오토큐 용해점 (삼학로 263/용해동 954-28)
- 목포제일중학교 (삼학로 277/용해동 170-5)
- 한국전력공사 목포지사 (삼학로 370/용해동 115-2)